# Ariadne Welter
Ariadna Gloria Welter Vorhoauer (Ciudad de México, México, 29 de junio de 1930 - Ciudad de México, México, 13 de diciembre de 1998), conocida como Ariadne Welter, fue una actriz mexicana, generalmente reconocida por sus participaciones en películas como Locos peligrosos (1957) con Germán Valdés Tin-Tan y Luis Aguilar, y Échenme al gato (1958) con Adalberto Martínez "Resortes" y Eulalio González "Piporro".
Su hermana mayor fue Linda Christian, quien también era actriz. Christian eligió hacer su carrera en Estados Unidos, lo que la llevó a participar en varias películas del Cine clásico de Hollywood. Welter en cambio se quedó en México, donde logró convertirse en una de las actrices que formaron parte de los últimos años de la Época de Oro del cine mexicano.

## Biografía y carrera
Ariadna Gloria Welter Vorhoauer nació el 29 de junio de 1930 en Ciudad de México, siendo hija del ingeniero neerlandés Gerardus Jacobus Welter, que trabajaba como ejecutivo en la Royal Dutch Shell, y de Blanca Rosa Vorhauer, nacida en México.
La familia Welter estuvo viviendo en diferentes lugares como Europa, América del Sur y África. Como resultado de este estilo de vida nómada, Ariadna se convirtió en una políglota que logró con habilidad hablar con fluidez español, francés, alemán, neerlandés, inglés, italiano, e incluso un poco de árabe y ruso.
Debutó en la película Ensayo de un crimen (1955), de Luis Buñuel. En 1956, protagonizó la película El vampiro, un clásico del cine de terror mexicano.[cita requerida]

### Enfermedad y muerte
El 13 de diciembre de 1998, Welter falleció en Ciudad de México a los 68 años de edad, a causa de un coma hepático, una cirrosis hepática, y hepatitis viral tipo c. Su cuerpo fue cremado en el Panteón Español, y sus cenizas fueron depositadas en un nicho familiar dentro de la Iglesia de San Agustín, ubicada en la colonia Polanco de la misma ciudad.

## Filmografía

### Telenovelas
- Sin ti (1997-1998) .... Tomasa
- Gente bien (1997) .... Consuelo Luján
- Mi querida Isabel (1996-1997) .... Tita
- María la del barrio (1995-1996) .... Esperanza Calderón
- El extraño retorno de Diana Salazar (1988-1989) .... Gloria
- Abandonada (1985) .... Lucrecia
- Tania (1980)
- Verónica (1979-1980) .... Herminia
- Paloma (1975)  .... Mina Ballesteros
- Cristina Guzmán (1966)
- Cita con la muerte (1963)
- Las modelos (1963) .... Nilsa
- El caminante (1962)
- Las momias de Guanajuato (1962)
- Sor Juana Inés de la Cruz (1962)
- La brújula rota (1961)
- Divorciadas (1961)

### Películas
- Nacidos para morir (1991)
- El jugador (1991)
- El prófugo (1989)
- Escápate conmigo (1988)
- Picardía mexicana 3 (1986)
- Más vale pájaro en mano (1985)
- Siempre en domingo (1984)
- Emanuelo (1984)
- El sexo de los ricos (1984)
- Ya nunca más (1984)
- Esta y l'otra con un solo boleto (1983)
- Con el cuerpo prestado (1983)
- Rocky Carambola (1979) (como Ariadne Welter)
- Las siete cucas (1981)
- Ángela Morante, ¿crimen o suicidio? (1981)
- El hombre sin miedo (1980) .... Luisa Aparicio
- Verano salvaje (1980)
- Mexicano hasta las cachas (1979)
- Rocky Carambola (1979) (como Ariadne Welter)
- Estas ruinas que ves (1979) .... Dona Elvira Rapacejo de Revirado
- El alburero (1979)
- Raza de víboras (1978)
- El niño y la estrella (1976)
- Las mujeres panteras (1967)
- Rage (1966)
- Esta noche no (1966)
- Pacto de sangre (1966)
- Mar sangriento (1965)
- Los asesinos del karate (1965)
- Cien gritos de terror (1965)
- La duquesa diabólica (1964)
- Dos caballeros de espada (1964)
- El espadachín (1964)
- Los chacales (1963)
- El barón del terror (1962)
- Jóvenes y bellas (1962)
- The Devil's Hand (1962)
- Contra viento y marea (1962)
- Sor Juana Inés de la Cruz (1962)
- Los espadachines de la reina (1961)
- Muchachas que trabajan (1961)
- Tres tristes tigres (1961)
- Vacaciones en Acapulco (1961)
- Los desarraigados (1960)
- Captain David Grief (1960)
- Siguiendo pistas (1960)
- El caso de una adolescente (1958)
- El ataúd del vampiro (1958)
- El boxeador (1958)
- El último rebelde (1958)
- Échenme al gato (1958)
- El vampiro (1957)
- Locos peligrosos (1957)
- Pies de Gato (1957) .... Amparo, hija del marqués de Valle Alegre
- Una piedra en el zapato (1956)
- Llamas contra el viento (1956)
- La ilegítima (1956)
- El secreto de una mujer (1955)
- Amor en cuatro tiempos (1955)
- Ensayo de un crimen (1955)
- Sombra verde (1954)
- La rebelión de los colgados (1954)
- Prince of Foxes (1949)